# Edith Evanson
Edith Evanson (Tacoma, 18 aprile 1896 – Riverside County, 29 novembre 1980) è stata un'attrice statunitense.

## Biografia
Nata da una famiglia di attori, iniziò a calcare i palcoscenici fin dall'età di tre anni, imparando subito le tecniche del mestiere. Apparve fra gli anni trenta e quaranta in una serie di pellicole, che tuttavia non ne valorizzano appieno il talento e la vis comica.
Specializzata in ruoli di caratterista, fu stretta amica e collaboratrice di Alfred Hitchcock, dal quale fu diretta in Nodo alla gola (1948) e in Marnie (1964), interpretazioni che le valsero l'attenzione del pubblico e della critica e che contribuirono a farle raggiungere una celebrità che l'attrice mantenne anche in età avanzata, continuando ad apparire in pellicole importanti, tra cui l'horror L'esperimento del dottor Zagros (1963) di Sidney Salkow.
Edith Evanson morì per insufficienza cardiaca nel 1980, all'età di 84 anni, nella sua dimora nel paesino di Riverside County, in California, lasciando il ricordo di una delle più dotate caratteriste che il cinema americano abbia mai avuto.

## Filmografia parziale

### Cinema
- Girl Trouble, regia di Harold D. Schuster (1942)
- La donna del giorno (Woman of the Year), regia di George Stevens (1942)
- Voglio essere più amata (Orchestra Wives), regia di Archie Mayo (1942)
- La grande fiamma (Reunion in France), regia di Jules Dassin (1942)
- Capitano Eddie (Captain Eddie), regia di Lloyd Bacon (1945)
- Singapore, regia di John Brahm (1947)
- Nodo alla gola (Rope), regia di Alfred Hitchcock (1948)
- Mamma ti ricordo (I Remember Mama), regia di George Stevens (1948)
- Devi essere felice (You Gotta Stay Happy), regia di H.C. Potter (1948)
- Intermezzo matrimoniale (Perfect Strangers), regia di Bretaigne Windust (1950)
- I dannati non piangono (The Damned Don't Cry), regia di Vincent Sherman (1950)
- The Magnificent Yankee, regia di John Sturges (1950)
- Il messaggio del rinnegato (The Redhead and the Cowboy), regia di Leslie Fenton (1951)
- L'uomo dell'est (Rawhide), regia di Henry Hathaway (1951)
- L'asso nella manica (Ace in the Hole), regia di Billy Wilder (1951)
- Barriti nella jungla (Elephant Stampede), regia di Ford Beebe (1951)
- Il cavaliere della valle solitaria (Shane), regia di George Stevens (1953)
- It Happens Every Thursday, regia di Joseph Pevney (1953)
- Il grande caldo (The Big Heat), regia di Fritz Lang (1953)
- Addio signora Leslie (About Mrs. Leslie), regia di Daniel Mann (1954)
- L'angelo del ring (The Leather Saint), regia di Alvin Ganzer (1956)
- Una pistola tranquilla (The Quiet Gun), regia di William F. Claxton (1957)
- Viaggio al centro della Terra (Journey to the Center of the Earth), regia di Henry Levin (1959)
- Toby Tyler (Toby Tyler, or Ten Weeks with a Circus), regia di Charles Barton (1960)
- L'esperimento del dottor Zagros (Twice-Told Tales), regia di Sidney Salkow (1963)
- Intrigo a Stoccolma (The Prize), regia di Mark Robson (1963)
- Marnie, regia di Alfred Hitchcock (1964)
- I 7 minuti che contano (The Seven Minutes), regia di Russ Meyer (1971)

### Televisione
- Stage 7 – serie TV, episodio 1x05 (1955)
- The Whistler – serie TV, episodio 1x22 (1955)
- General Electric Theater – serie TV, episodio 5x27 (1957)
- The Restless Gun – serie TV, episodi 1x23-2x01-2x25 (1958-1959)
- Rescue 8 – serie TV, episodio 1x17 (1959)

## Doppiatrici italiane
- Giovanna Scotto in Nodo alla gola, Viaggio al centro della terra, Il messaggio del rinnegato, L'ultima preda
- Amelia Beretta in Fiori nella polvere
- Wanda Tettoni in L'asso nella manica
- Lia Orlandini in Ultimatum alla Terra
- Giulia Turi in Lo straniero ha sempre una pistola
- Dina Perbellini in Il grande caldo
- Maria Saccenti in Drango
- Lydia Simoneschi in Toby Tyler